# Slittino ai IV Giochi olimpici giovanili invernali - Gara a squadre
La gara a squadre di slittino dei IV Giochi olimpici giovanili invernali di Gangwon si disputò nell'arco di un'unica manches nella giornata del 23 gennaio 2024 sul tracciato dell'Alpensia Sliding Centre, situato nella città di Daegwallyeong, nella contea di Pyeongchang.
A seguito di quanto previsto dal regolamento di qualificazione, presero parte alla competizione 40 atleti in rappresentanza di 10 nazioni ed ogni comitato nazionale poté schierare una sola formazione, a condizione che detto comitato nazionale avesse qualificato almeno un suo rappresentante nelle due specialità individuali ed almeno in una di quelle di coppia in questa edizione dei Giochi; ogni squadra era infatti composta da una singolarista donna, un singolarista uomo e da un doppio, che scesero lungo la pista consecutivamente senza interruzione dei tempi tra un componente e l'altro.
La formazione italiana composta da Alexandra Oberstolz, Leon Haselrieder, Philipp Brunner e Manuel Weissensteiner conquistò la medaglia d'oro, quella d'argento andò alla squadra lettone di Margita Sirsniņa, Edvards Marts Markitāns, Jānis Gruzdulis-Borovojs e Ēdens Eduards Čepulis, mentre quella di bronzo la ottenne la compagine austriaca costituita da Marie Riedl, Paul Socher, Johannes Scharnagl e Moritz Schiegl, uniche nazioni che riuscirono a contenere il distacco dai vincitori entro il secondo.

## Risultato
| Pos. | Nazione       | Atleti                                                                                    | 1ª frazione sing. d. | 2ª frazione sing. u. | 3ª frazione doppio | Totale   | Distacco |
| ---- | ------------- | ----------------------------------------------------------------------------------------- | -------------------- | -------------------- | ------------------ | -------- | -------- |
|      | Italia        | Alexandra Oberstolz Leon Haselrieder Philipp Brunner / Manuel Weissensteiner              | 49"244               | 50"047               | 50"179             | 2'29"470 |          |
|      | Lettonia      | Margita Sirsniņa Edvards Marts Markitāns Jānis Gruzdulis-Borovojs / Edens Eduards Čepulis | 49"241               | 50"974               | 50"084             | 2'30"299 | +0"829   |
|      | Austria       | Marie Riedl Paul Socher Johannes Scharnagl / Moritz Schiegl                               | 49"693               | 49"905               | 50"823             | 2'30"421 | +0"951   |
| 4    | Corea del Sud | Kim So-yoon Kim Bo-keun Kim Ha-yoon / Bae Jae-seong                                       | 49"943               | 50"643               | 52"324             | 2'32"910 | +3"440   |
| 5    | Ucraina       | Daryna Fedorčuk Anton Ševčuk Maksym Pančuk / Andrij Muc                                   | 50"721               | 50"685               | 52"056             | 2'33"462 | +3"992   |
| 6    | Polonia       | Emilia Nosal Michał Gancarczyk Karol Warzybok / Cyprian Dybalski                          | 49"257               | 51"611               | 52"660             | 2'33"528 | +4"058   |
| 7    | Slovacchia    | Viktória Praxová Oliver Korbela Bruno Mick / Viktor Varga                                 | 50"667               | 51"462               | 51"917             | 2'34"046 | +4"576   |
| 8    | Romania       | Ana Cezara Teodorescu Vlad-Florin Mușei Nicolae Todirica / Alexandru Ioan Balan           | 50"890               | 50"934               | 53"093             | 2'34"917 | +5"447   |
| 9    | Stati Uniti   | Talia Tonn Orson Colby Nathan Bivins / Wolfgang Lux                                       | 50"686               | 52"079               | 53"375             | 2'36"140 | +6"670   |
| DNF  | Germania      | Antonia Pietschmann Silas Sartor Louis Grünbeck / Maximilian Kührt                        | 48"576               | 51"122               | DNF                | –        | –        |

Data: Sabato 23 gennaio 2024

Ora locale: 10:30 (UTC+9)

Pista: Alpensia Sliding Centre

Legenda:
- Pos. = posizione
- DNF = gara non completata (did not finish)